# Marietta (Pennsylvanie)
Pour les articles homonymes, voir Marietta.
Marietta est un borough du comté de Lancaster (Pennsylvanie).
Sa population était de 2 588 habitants en 2010.